# Норденшельдин
Норденшельдин — мінерал олова. Названий Вольдемаром Крістофером Бреггером у 1887 році на честь Нільса А. Е. Норденшельда (1832 —1901) — шведського мінералога і дослідника Арктики.

## Загальний опис
Хімічна формула: CaSnB2O6 містить до 53 % SnO2, кристалізується в тригональній сингонії.
Форми виділення — таблитчасті кристали.
Колір жовтий або темно-зелений, блиск скляний до перламутрового.
Спайність досконала.
Густина 4,2.
Твердість 5,5-6.
Зустрічається в асоціації з діопсидом, везувіаном, ґранатом, турмаліном, магнетитом, каситеритом, залізистими відмінами мінералів групи людвігіту.